# 蒸留器

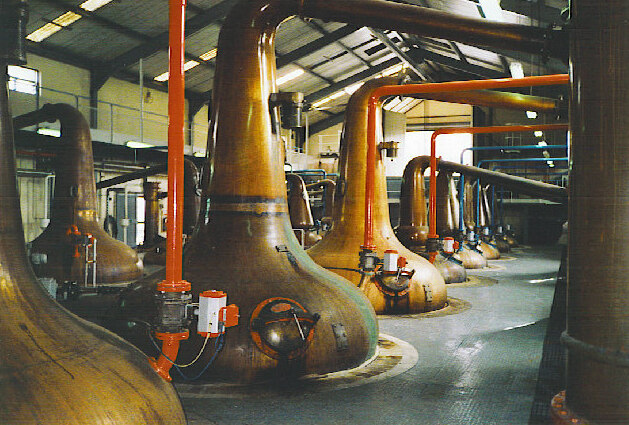
グレンフィディック蒸留所にあるスワンネック型の単式蒸留器

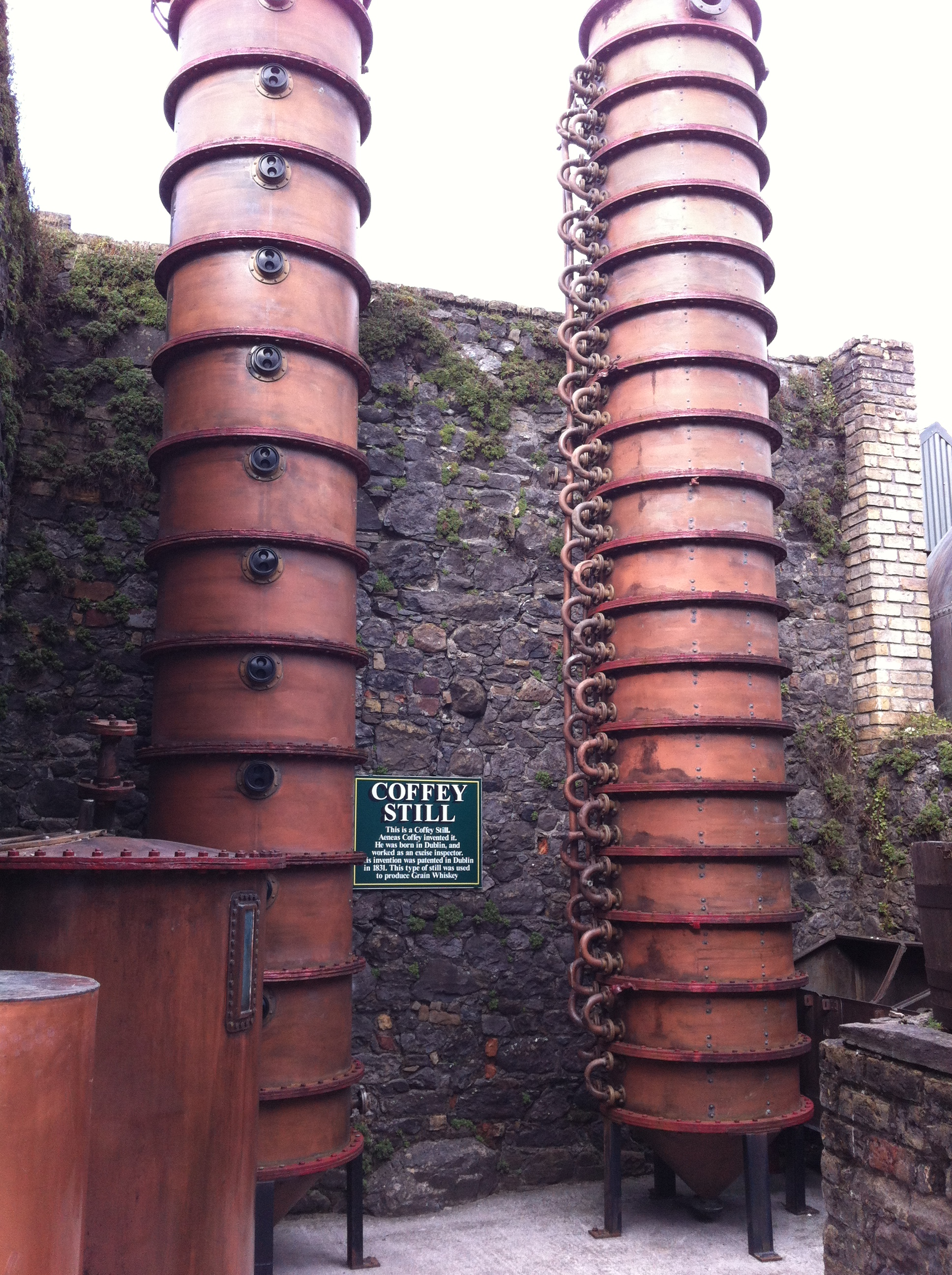
アイルランドのウェストミース県にあるキルベガン蒸留所の連続式蒸留機

蒸留器（じょうりゅうき、Still）とは、加熱をして選択的に沸騰させ、その後冷却して蒸気を凝縮させることによって液体混合物を蒸留するために使用される装置である。蒸留器は一般的な実験で用いる蒸留装置と同じ仕組みを用いているが、規模は遥かに大きい。香水や医薬品、医薬品用の注射用水 (WFI) の製造、一般にさまざまな化学物質の分離と精製、およびエタノールを含む蒸留酒製造に用いられている。

## 応用
エタノールは水よりもはるかに低い温度で沸騰するため、混合物に熱を加えることにより、簡易的な蒸留によって水からエタノールを分離することができる。銅はアルコールから硫黄化合物を除去する事ができるため、蒸留器には歴史的に銅製の容器が用いられていた。しかし、現代の蒸留器の多くは、容器全体の浸食を防ぎ、廃棄物中の銅レベルを下げるために、銅のライニングを施したステンレス鋼パイプで作られている。銅は全体的により良い味わいの蒸留酒を生み出すため、蒸留器の素材として好まれる。また、蒸留器内の銅と、発酵中に酵母によって生成される硫黄化合物との間の化学反応によって味が改善される。しかし硫黄化合物自体は風味に影響を及ぼすため、最終的に化学的に除去され、より滑らかで味の良い飲料が生成される。銅製蒸留器は、銅と硫黄の化合物である硫酸銅(II)が沈殿するため、約8年ごとに修理が必要になる。飲料業界は現代の蒸留装置を初めて導入し、現在の化学業界で広く受け入れられている装置規格の開発を主導した。

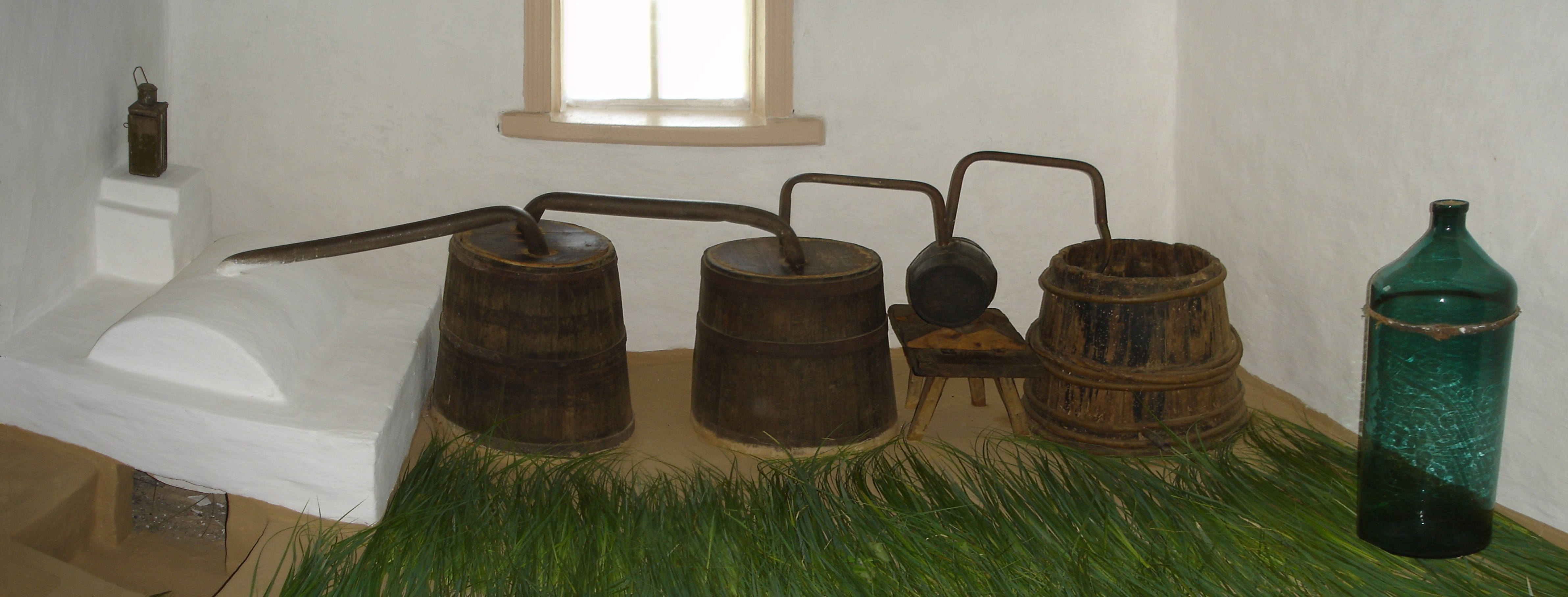
ウクライナの昔のウォッカ蒸留器

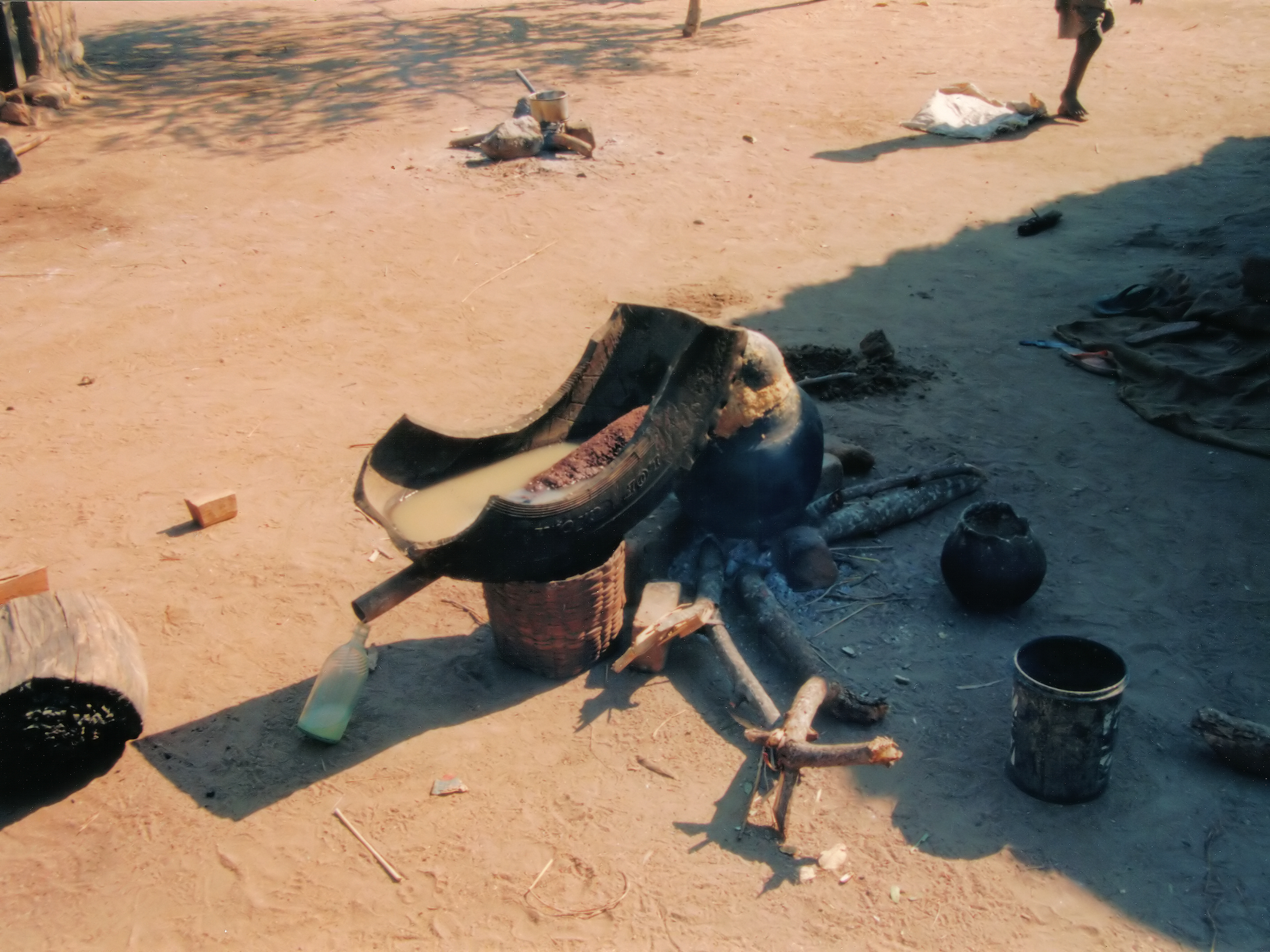
ザンビアの職人によるKachasu及び冷却装置

また、蒸留酒のジンの製造においては、ガラスやポリテトラフルオロエチレンを使用し、減圧下で製造することで、より新鮮な製品を製造することが可能なため、このような使用方法も増加している。この過程は3回蒸留した穀物アルコールから始まり、蒸留はリモネンや他のテルペン様化合物などの植物の香料を回収するためにのみ使用されるため、これはアルコールの品質とは無関係である。エチルアルコールは比較的変化しにくい。
最も単純な標準的な蒸留装置は一般に単式蒸留器として知られており、単一の加熱チャンバーと精製アルコールを収集する容器から構成される。単式蒸留器では凝縮が1回だけ行われるが、他のタイプの蒸留装置では複数の段階があり、より揮発性の高い成分 (アルコール) がより高度に精製されます。単式蒸留器の蒸留では分離が不完全になるが、これは一部の蒸留酒の風味にとってはむしろ望ましい場合がある。
より純粋な蒸留物が必要な場合、還流蒸留器を用いることが最も一般的である。還流蒸留器には蒸留塔が組み込まれており、通常、利用可能な表面積を最大化するために銅の容器にガラスビーズを充填して作成される。アルコールが塔内で沸騰、凝縮、再沸騰すると、有効蒸留回数が大幅に増加する。ウォッカ、ジン、その他の中性穀物蒸留酒はこの方法で蒸留され、人間の消費に適した濃度に希釈されて飲用される。

自家製の蒸留所で生産されたアルコール製品は世界中で一般的ではあるが、場合によっては現地の法令に違反することがある。米国では違法蒸留器の製品は一般にムーンシャインと呼ばれ、アイルランドでポティーンと呼ばれる。ただし、ポティーンは 1661 年に違法となったものの、1997 年からアイルランドでは輸出が合法となっている。ムーンシャインという用語の意味について、多くの人はトウモロコシから蒸留された特定の種類の高アルコールプルーフをもつアルコールであると認識しているが、これは誤用であることに留意する必要があり、実際は違法に蒸留されたアルコール一般を指すのに使える用語である。